# 朗斯基行列式
在数学中，朗斯基行列式（Wronskian）名自波兰数学家約瑟夫·瑪麗亞·何內-朗斯基，是用于计算微分方程的解空间的函数。
对于给定的 n 个n-1 次连续可微函数，f1、...、fn，它们的朗斯基行列式 W(f1, ..., fn) 为：
{\displaystyle W(f_{1},\ldots ,f_{n})={\begin{vmatrix}f_{1}&f_{2}&\cdots &f_{n}\\f_{1}'&f_{2}'&\cdots &f_{n}'\\\vdots &\vdots &\ddots &\vdots \\f_{1}^{(n-1)}&f_{2}^{(n-1)}&\cdots &f_{n}^{(n-1)}\end{vmatrix}}}
行列式的第 i 列是f1、...、fn 各函数的 i-1 次导数。组成这个行列式的 n 阶方阵也称作这 n 个函数的基本矩阵。
在解线性微分方程时，朗斯基行列式可以用阿贝尔恒等式来计算。

## 朗斯基行列式与线性无关解
朗斯基行列式可以用来确定一组函数在给定区间上的线性相关性。
对于 n 个n-1 次连续可微函数 f1、...、fn，它们的朗斯基行列式 W(f1, ..., fn) :
{\displaystyle W(f_{1},\ldots ,f_{n})={\begin{vmatrix}f_{1}&f_{2}&\cdots &f_{n}\\f_{1}'&f_{2}'&\cdots &f_{n}'\\\vdots &\vdots &\ddots &\vdots \\f_{1}^{(n-1)}&f_{2}^{(n-1)}&\cdots &f_{n}^{(n-1)}\end{vmatrix}}}
定理：
如果 f1、...、fn 在一個區間 [a, b] 上線性相關，則 W(f1, ..., fn) 在區間 [a, b] 上恆等於零。
也就是说，如果在某些点上 W(f1, ..., fn) 不等于零，则 f1、...、fn 线性无关
注意，若 W(f1, ..., fn) 在区间 [a,b] 上恒等于零，函数组不一定线性相关。

## 齐次线性微分方程
考虑 n 阶线性微分方程：
{\displaystyle {\frac {d^{n}x}{dt^{n}}}+a_{1}(t){\frac {d^{n-1}x}{dt^{n-1}}}+\cdots +a_{n-1}(t){\frac {dx}{dt}}+a_{n}(t)x=f(t)\qquad \qquad \qquad (1)}
其中{\displaystyle a_{1}(t),\ a_{2}(t),\ \cdots ,\ a_{n}(t),\ f(t)}是区间 [a,b] 上的连续函数。并考虑{\displaystyle f(t)=0}，即 n 阶齐次线性微分方程的情形：
{\displaystyle {\frac {d^{n}x}{dt^{n}}}+a_{1}(t){\frac {d^{n-1}x}{dt^{n-1}}}+\cdots +a_{n-1}(t){\frac {dx}{dt}}+a_{n}(t)x=0\qquad \qquad \qquad \quad (2)}
对于一组给定的初始值：
{\displaystyle x(0)=x_{0},\ {\frac {dx}{dt}}(0)=x_{1},\ \cdots ,\ {\frac {d^{n-1}x}{dt^{n-1}}}(0)=x_{n-1}}
方程 (1) 有唯一解{\displaystyle x=\phi (t)}。如果初始值不定的话，(2) 的任一解加上{\displaystyle x=\phi (t)}仍然是 (1) 的解。而对于 (2) ，任意k个 (2) 的解的和仍然是 (2) 的解，因此 (2) 的解集构成一个线性空间，称为 (2) 的解空间。

### 定理的证明
如果 f1、...、fn 在一个区间 [a,b] 上线性相关，则存在不全为零的系数{\displaystyle c_{1},\ c_{2}\ \cdots ,\ c_{n}}使得对区间 [a,b] 上的任意 t，
{\displaystyle c_{1}f_{1}(t)+c_{2}f_{2}(t)+\cdots c_{n}f_{n}(t)=0}
因为“微分”是线性算子，所以这个等式可以“延伸”到n-1阶导数。故有以下方程组：
{\displaystyle {\begin{cases}c_{1}f_{1}(t)+c_{2}f_{2}(t)+\cdots c_{n}f_{n}(t)=0\\c_{1}f_{1}'(t)+c_{2}f_{2}'(t)+\cdots c_{n}f_{n}'(t)=0\\\ldots \\c_{1}f_{1}^{(n-1)}(t)+c_{2}f_{2}^{(n-1)}(t)+\cdots c_{n}f_{n}^{(n-1)}(t)=0\end{cases}}}
将{\displaystyle c_{1},\ c_{2}\ \cdots ,\ c_{n}}看作变量，则上式变为一个 n 元齐次线性方程组，由于这个方程有非零解，系数矩阵的行列式 W(f1, ..., fn) = 0。
进一步可以证明， W(f1, ..., fn) 要么在区间 [a,b] 上恒等于零，要么处处不为零（没有零根）。于是可以证明 (2) 有 n 个线性无关的解，并且它们线性张成的空间就是 (2) 的解空间。所以， (2) 的解空间是一个 n 维线性空间。 (2) 一组 n 个线性无关的解称作它的一个基本解组。

## 例子
1. 考虑三个函数：1、x和x2，在任意一个区间上，他们的朗斯基行列式是：
{\displaystyle W={\begin{vmatrix}x^{2}&x&1\\2x&1&0\\2&0&0\end{vmatrix}}=-2.}
不等于零，因此，这三个函数在任一个区间上都是线性无关的。
2.考虑另三个函数：1、x2和2x2+3，在任意一个区间上，他们的朗斯基行列式是：
{\displaystyle W={\begin{vmatrix}2x^{2}+3&x^{2}&1\\4x&2x&0\\4&2&0\end{vmatrix}}=8x-8x=0.}
事实上三者线性相关。
3.上面已经提到，朗斯基行列式等于零的函数组不一定线性相关。下面是一个反例：考虑两个函数，x3和|x3|，即x3的绝对值。计算两者的朗斯基行列式
{\displaystyle W=\left\{{\begin{matrix}{\begin{vmatrix}x^{3}&-x^{3}\\3x^{2}&-3x^{2}\end{vmatrix}}=-3x^{5}+3x^{5}=0,x<0\\{\begin{vmatrix}x^{3}&x^{3}\\3x^{2}&3x^{2}\end{vmatrix}}=3x^{5}-3x^{5}=0,x\geq 0\end{matrix}}\right.}
他们的朗斯基行列式恒等于零，但两者显然线性无关。